# Orobanche arenaria
Orobanche arenaria é uma espécie de planta com flor pertencente à família Orobanchaceae. 
A autoridade científica da espécie é Borkh., tendo sido publicada em Neues Mag. Bot. 1: 6 (1794).

## Portugal
Trata-se de uma espécie presente no território português, nomeadamente em Portugal Continental.
Em termos de naturalidade é nativa da região atrás indicada.

## Protecção
Não se encontra protegida por legislação portuguesa ou da Comunidade Europeia.